# Лапшинка (деревня, Москва)
Лапши́нка — деревня в Новомосковском административном округе Москвы (до 1 июля 2012 года была в составе Ленинского района Московской области). Входит в состав поселения Московский.

## Население
| 1859 | 1890 | 1899 | 1926 | 2002 | 2006 | 2010 |
| ---- | ---- | ---- | ---- | ---- | ---- | ---- |
| 70   | ↗135 | ↗161 | ↗162 | ↘49  | →49  | ↗224 |

Согласно Всероссийской переписи, в 2002 году в деревне проживало 49 человек (25 мужчин и 24 женщины). По данным на 2005 год в деревне проживало 49 человек.

## География
Деревня Лапшинка находится в северо-западной части Новомосковского административного округа, примерно в 24 км к юго-западу от центра города Москвы и 3 км к северо-западу от центра города Московский, на левом берегу реки Ликовы бассейна Пахры.
Деревня Лапшинка расположена в 20 км от г.Щербинки, в северо-западном направлении
В 1 км севернее деревни проходит Боровское шоссе, в 2 км к югу — Киевское шоссе М3, в 9 км к востоку — Московская кольцевая автодорога, в 2 км к западу — аэропорт Внуково, в 3 км к северу — линия Киевского направления Московской железной дороги. На юго-западе граничит с московским районом Внуково.
К деревне приписано дачное, огородное и 7 садоводческих товариществ. Ближайшие сельские населённые пункты — деревни Пыхтино и Шельбутово.

## История
Название деревни, предположительно, произошло от некалендарного личного имени Лапша.
В «Списке населённых мест» 1862 года — владельческая деревня 1-го стана Подольского уезда Московской губернии по правую сторону старокалужского тракта, в 25 верстах от уездного города и 33 верстах от становой квартиры, при пруде, с 10 дворами и 70 жителями (26 мужчин, 44 женщины).
По данным на 1899 год — деревня Десенской волости Подольского уезда с 161 жителем.
В 1913 году — 22 двора.
По материалам Всесоюзной переписи населения 1926 года — деревня Барановского сельсовета Десенской волости Подольского уезда в 9,6 км от Калужского шоссе и 8,5 км от станции Кокошкинская Киево-Воронежской железной дороги, проживало 162 жителя (73 мужчины, 89 женщин), насчитывалось 31 крестьянское хозяйство.
С 1929 до 2012 гг. — населённый пункт Московской области в составе Красно-Пахорского района (1929—1946); Калининского района (1946—1957); Ленинского района (1957—1960, 1965—2012); Ульяновского района (1960—1963); Ленинского укрупнённого сельского района (1963—1965).
С 2012 года — в составе города Москвы.